# Neolophonotus arno
Neolophonotus arno är en tvåvingeart som först beskrevs av Charles Howard Curran 1934.  Neolophonotus arno ingår i släktet Neolophonotus och familjen rovflugor.
Artens utbredningsområde är Zimbabwe. Inga underarter finns listade i Catalogue of Life.